# Alejandro Conde López
Pour les articles homonymes, voir Conde et López.
 (août 2023).
La mise en forme du texte ne suit pas les recommandations de Wikipédia : il faut le « wikifier ».
Les points d'amélioration suivants sont les cas les plus fréquents. Le détail des points à revoir est peut-être précisé sur la page de discussion.
- Les titres sont pré-formatés par le logiciel. Ils ne sont ni en capitales, ni en gras.
- Le texte ne doit pas être écrit en capitales (les noms de famille non plus), ni en gras, ni en italique, ni en « petit »…
- Le gras n'est utilisé que pour surligner le titre de l'article dans l'introduction, une seule fois.
- L'italique est rarement utilisé : mots en langue étrangère, titres d'œuvres, noms de bateaux, etc.
- Les citations ne sont pas en italique mais en corps de texte normal. Elles sont entourées par des guillemets français : « et ».
- Les listes à puces sont à éviter, des paragraphes rédigés étant largement préférés. Les tableaux sont à réserver à la présentation de données structurées (résultats, etc.).
- Les appels de note de bas de page (petits chiffres en exposant, introduits par l'outil «  Source ») sont à placer entre la fin de phrase et le point final[comme ça].
- Les liens internes (vers d'autres articles de Wikipédia) sont à choisir avec parcimonie. Créez des liens vers des articles approfondissant le sujet. Les termes génériques sans rapport avec le sujet sont à éviter, ainsi que les répétitions de liens vers un même terme.
- Les liens externes sont à placer uniquement dans une section « Liens externes », à la fin de l'article. Ces liens sont à choisir avec parcimonie suivant les règles définies. Si un lien sert de source à l'article, son insertion dans le texte est à faire par les notes de bas de page.
- La présentation des références doit suivre les conventions bibliographiques. Il est recommandé d'utiliser les modèles {{Ouvrage}}, {{Chapitre}}, {{Article}}, {{Lien web}} et/ou {{Bibliographie}}. Le mode d'édition visuel peut mettre en forme automatiquement les références.
- Insérer une infobox (cadre d'informations à droite) n'est pas obligatoire pour parachever la mise en page.

Pour une aide détaillée, merci de consulter Aide:Wikification.
Si vous pensez que ces points ont été résolus, vous pouvez retirer ce bandeau et améliorer la mise en forme d'un autre article.
Alejandro Conde López (Valladolid, 7 février 1939) est un peintre espagnol spécialisé dans les figures, les paysages et l'abstraction.

## Biographie
Alejandro Conde est né à Valladolid (Espagne). Il a étudié à Valladolid, à l'école des Jésuites, et a ensuite suivi des cours de dessin et de peinture à l'École des Arts et Métiers de Valladolid (1955-1958). En 1956, il a commencé à voyager à Paris, où il s'est installé en 1959 et a fréquenté l'Académie de la Grande Chaumière, établissant des contacts avec Pablo Picasso et Salvador Dalí. À Paris, il a fait partie de la soi-disant École de Paris à partir de 1963, établissant des liens avec des peintres tels que Julio Viera, entre autres. En 1959, il a été invité à exposer à la première exposition mondiale de jeunes artistes organisée par "L'Étoile d'Or" à Paris. Il est devenu artiste exclusif de la Galerie d'Art "Rond Point Élysées" à Paris de 1960 à 1976. En 1964 et 1965, il a participé à des expositions collectives à Paris, Munich et Madrid.
En 1966, il quitte définitivement Paris et en 1967, il s'installe à Madrid, où il continue de peindre et d'exposer. En 1993, après une période d'éloignement de la scène artistique, il revient exposer à l'occasion du centenaire de la naissance de Joan Miró au Palacio de Congresos y Exposiciones à Madrid.
Parmi les artistes de sa génération qui ont partagé des influences réciproques ou mutuelles, on peut citer Félix Cuadrado Lomas et Fernando Santiago "Jacobo". Ils ont coïncidé avec Alejandro Conde López à l'École des Arts et Métiers. De plus, Gabino Gaona, également peintre de Valladolid, faisait partie du Groupe Simancas avec eux. Conde partageait avec eux un intérêt pour les paysages et une utilisation expressionniste de la couleur. Malgré avoir exposé à la galerie de Fernando Santiago à Valladolid, Conde a d'abord vécu à Paris, puis à Madrid. Par conséquent, malgré leurs affinités stylistiques et d'origine avec les artistes mentionnés, il ne les a pas suivis à Simancas.

## Œuvre

### Peintures figuratives
Le style de peinture d'Alejandro Conde peut être décrit comme post-impressionniste, et plus spécifiquement, proche de l'expressionnisme fauviste. Dans le traitement des paysages et des natures mortes, il adopte une approche naïve, mais en même temps, il dégage une critique satirique rappelant l'expressionnisme abstrait que l'on retrouve dans les œuvres d'artistes tels que Willem De Kooning, notamment dans bon nombre de ses portraits et de ses figures.

### Peintures abstraites

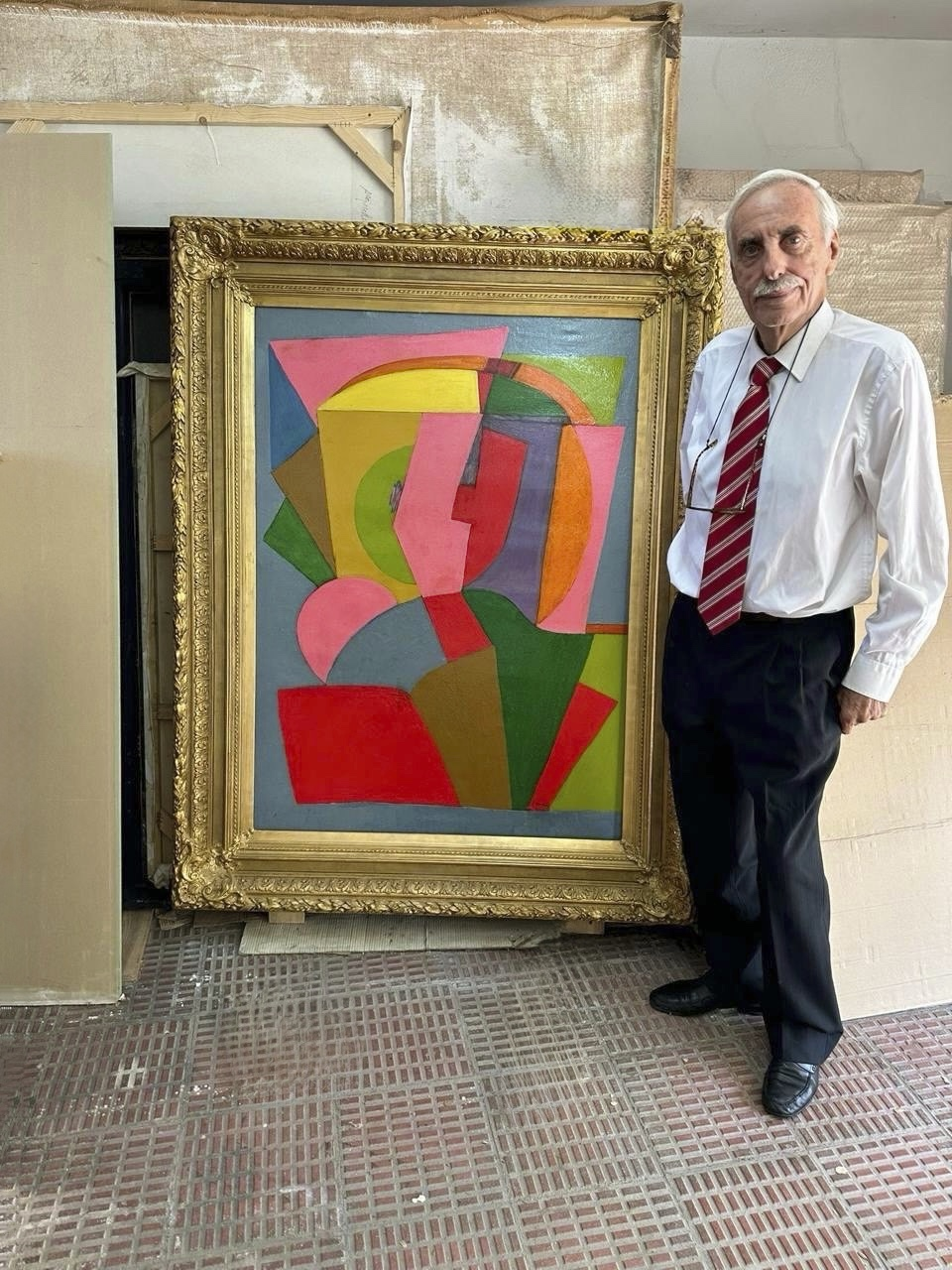
Le peintre Alejandro Conde López présente une de ses œuvres abstraites peintes en 2025

Son œuvre abstraite découle de ce fauvisme et s'inspire de la lumière colorée des vitraux d'église, ainsi que de leur capacité à créer une atmosphère qui enveloppe le spectateur, le fascinant initialement avant de l'inviter à la contemplation et à la réflexion.